# Alberico III Cybo-Malaspina
Alberico III Cybo-Malaspina (Massa, 30 de Agosto de 1674 – Agnano, 20 de novembro de 1715) foi o terceiro Duques soberano de Massa e Píncipe de Carrara de 1710 a 1715, sendo o sétimo da sua dinastia a governar esses territórios.

## Biografia
Como filho mais velho do Duque Carlos II Cybo-Malaspina e de sua mulher Teresa Pamphili, sucedeu ao pai nos estados incluídos no património familiar.
Para além do seu estado soberano de Massa e Carrara, Alberico III detinha também os títulos de príncipe do Sacro Império Romano-Germânico, quinto duque de Ferentillo, quarto duque de Ajello, conde palatino de Laterano, barão de Paduli, senhor soberano de Moneta e Avenza, senhor de Lago, Laghitello, Serra e Terrati, barão Romano, patrício romano e patrício genovês, patrício de Pisa e Florença, patrício napolitano, nobre de Viterbo, e marechal de campo do rei de França. 
Casou em Génova em 1698 Donna Nicoletta Clotilde Grillo (Génova, 1681 - Carrara, 1748), filha de Don Marcantonio Grillo, Duque de Mondragone, Grande de Espanha, Marquês de Clarafuentes e Carpenetto, Magnata da Hungria, Patrício Genovês, e de Maria Antonia Imperiale dos barões de Latiano. O casal não teve descendência e os seu estados viriam a ser herdados pelo seu irmão mais novo, Alderano I Cybo-Malaspina.